# Shokei shōjo no Virgin Road
Shokei shōjo no Virgin Road (処刑少女の生きる道?) è una serie di light novel scritta da Mato Sato e illustrata da Nilitsu. La serie è iniziata con la serializzazione da parte di SB Creative sotto l'etichetta GA Bunko dal 12 luglio 2019. Un adattamento manga, scritto da Mato Sato e disegnato da Ryo Mitsuya, è stato distribuito sulla rivista Young Gangan dal 5 giugno 2020. Un adattamento anime, prodotto da J.C.Staff, è andato in onda dal 2 aprile al 18 giugno 2022.

## Trama
La narrazione ruota attorno ad un universo in cui molti individui hanno una potente predisposizione magica, tuttavia alcuni di loro, definiti "Randagi" o "Altrimondani", hanno un potenziale superiore. Questi individui provengono da un'altra realtà chiamata "Giappone" e sono stati evocati attraverso un complesso rituale in questo mondo. La loro presenza è vista come una minaccia, poiché il loro potenziale magico eccezionale può scatenare catastrofi di proporzioni enormi. Per questa ragione, la Chiesa ha deciso di giustiziarli per prevenire il rischio. Il protagonista Menou è uno degli esecutori incaricati di uccidere questi individui per il bene dell'umanità. In una delle sue missioni, scopre l'esistenza di un'altra Randagia di nome Akari Tokitō, evocata nello stesso momento del suo bersaglio precedente. Nonostante i suoi sforzi per compiere il proprio dovere, Menou si rende conto che le incredibili abilità di Akari la rendono invincibile, quindi decide di fingersi alleata per poterla uccidere in seguito. Nel corso del loro viaggio insieme, Menou comincia ad avere dubbi sulla giustezza delle sue azioni e sui suoi sentimenti riguardo a questa pratica di giustizia indiscriminata.

## Protagonisti
Menou (メノウ?, Menō)
Doppiata da: Iori Saeki
Menu è la protagonista della serie. Ha il dovere indesiderabile di eliminare tutti gli Altrimondani che entrano nel suo mondo. Lei sa bene che la maggior parte dei soggetti che uccide sono individui innocenti, privi di colpa. Tuttavia, il suo addestramento lo obbliga a sopprimere senza esitazione chiunque porti con sé i cosiddetti Puri Concetti, che con il tempo li porterebbero alla corruzione. Prima ancora di incontrare Akari, Menu ha avuto sogni premonitori in cui vede se stesso incontrarla in Giappone. Ora, inevitabilmente, è costretto a fare da guardia del corpo ad Akari, pur sapendo che il suo compito finale è quello di porre fine alla vita della ragazza.
Akari Tokitō (時任 灯里 / アカリ?, Tokitō Akari)
Doppiata da: Moe Kahara
Akari è una giovane ragazza che è stata convocata nel mondo di Menou contro la sua volontà. Durante il processo di essere evocata in questo mondo, ad Akari è stata data la possibilità di manipolare il tempo (infatti è il suo Puro Concetto) rendendo quasi impossibile per chiunque ucciderla. Akari decide di fare un viaggio con Menou perché crede che incontrarla sia stato destino.
Momo (モモ?)
Doppiata da: Hisako Kanemoto
Momo è è una ragazza il cui obiettivo è quello di aiutare nel modo di uccidere Akari, la ragazza immortale. Dietro il suo aspetto carino, è una persona ombrosa meritoria e lavoratrice. È un genio del combattimento con un'attitudine di potere insolitamente alta. La sua arma è un puzzle.
Ashuna (アーシュナ?, Āshuna)
Doppiata da: Mao Ichimichi
Ashuna è la principessa guerriera di Grisarika, una giovane impulsiva e coraggiosa che non dà molto peso al suo status nobiliare e alle sue responsabilità. Preferisce invece cercare avversari forti con cui combattere. La sua arma preferita è una spada massiccia, che ha il potere di incantarsi con delle grosse fiamme.
Flare (フレア?, Furea)
Doppiata da: Yūko Kaida
Flare è una leggendaria sacerdotessa, rinomata per le sue abilità magiche straordinarie e la sua capacità di sconfiggere numerosi Perduti. In seguito al salvataggio di un giovane Menou da uno di questi esseri, la donna decide di accoglierlo come sua allieva.
Orwell (オーウェル?, Ōweru)
Doppiato da: Tamie Kubota
Orwell è l'Arcivescovo della Chiesa e agisce come superiore diretto di Menou. Inizialmente, ordina alla ragazza di portare Akari nella capitale di Garm per giustiziarla. Tuttavia, Menou scopre in seguito che Orwell, stanco e disilluso dopo anni di servizio, aveva rapito diverse ragazze per succhiarne la giovinezza e ritardare il proprio invecchiamento. Adesso, vuole utilizzare Akari per invertire il tempo su di sé. Il piano di Orwell fallisce e alla fine viene ucciso da Menou, che assorbe il Puro Concetto di Akari, facendo invecchiare Orwell rapidamente fino alla morte.
Mitsuki (ミツキ?)
Doppiato da: Yuma Uchida
Mitsuki è un ragazzo delle scuole superiori che è stato strappato via dal suo mondo e convocato a forza nel regno di Grisarika insieme ad Akari. Il suo Puro Concetto è Null, che gli conferisce il potere di distruggere completamente qualsiasi cosa desideri. Tuttavia, Menou lo uccide per impedirgli di abusare del suo potere appena scoperto.
Manon Libelle (マノン リベル?, Manon Riberu)
Doppiata da: Manaka Iwami
Manon è la figlia del conte Libelle ed è una Perduta. Non ha mai ereditato i poteri della madre, motivo per cui è stata odiata dagli abitanti e ha sviluppato un forte desiderio di morte. Attualmente è a capo di un gruppo chiamato "Il quarto", che si considera una classe sociale emancipata. Sebbene appaia pubblicamente ingenua e mite, in realtà ha un lato sadico che la porta a commettere omicidi. In segreto, è la sorella maggiore di Pandemonium, dal cui sangue ricava pillole distruttive.
Pandemonium (万魔殿 / パンデモニウム?, Pandemoniumu)
Doppiata da: Anzu Haruno
Pandemonium è una Perduta che ha fatto il suo ingresso in questo mondo diversi secoli fa, sebbene appaia come una bambina di dieci anni. Grazie al suo Puro Concetto, denominato Caos, è in grado di creare e controllare creature mostruose, il che l'ha resa responsabile di uno dei quattro principali problemi che affliggono l'umanità oggi. La sua corruzione totale da parte del suo Pure Concept l'ha resa una bambina senza volontà propria. Il sangue di Pandemonium viene utilizzato da Manon per produrre pillole altamente distruttive.

## Media

### Light novel
La serie, scritta da Mato Sato e illustrata da Nilitsu, venne distribuita in Giappone dalla casa editrice SB Creative sotto l'etichetta GA Bunko pubblicando il primo volume il 12 luglio 2019. Al 14 marzo 2023, sono stati pubblicati un totale di otto volumi.

#### Volumi
| Nº | Data di prima pubblicazione | Data di prima pubblicazione | Data di prima pubblicazione |
| Nº | Giapponese                  | Giapponese                  |                             |
| -- | --------------------------- | --------------------------- | --------------------------- |
| 1  | 12 luglio 2019              | ISBN 978-4-81-561580-2      |                             |
| 2  | 13 settembre 2019           | ISBN 978-4-81-560393-9      |                             |
| 3  | 14 febbraio 2020            | ISBN 978-4-81-560481-3      |                             |
| 4  | 6 agosto 2020               | ISBN 978-4-81-560713-5      |                             |
| 5  | 10 febbraio 2021            | ISBN 978-4-81-560936-8      |                             |
| 6  | 12 agosto 2021              | ISBN 978-4-81-561140-8      |                             |
| 7  | 14 aprile 2022              | ISBN 978-4-81-561399-0      |                             |
| 8  | 14 marzo 2023               | ISBN 978-4-81-561723-3      |                             |

### Manga
Il manga, scritto pure da Mato Sato e disegnato da Ryo Mitsuya, è stato distribuito sulla rivista Young Gangan della casa editrice Square Enix pubblicando il primo volume tankobon il 5 giugno 2020. Al 5 marzo 2023, sono stati pubblicati un totale di 5 volumi.

#### Volumi
| Nº | Data di prima pubblicazione | Data di prima pubblicazione | Data di prima pubblicazione |
| Nº | Giapponese                  | Giapponese                  |                             |
| -- | --------------------------- | --------------------------- | --------------------------- |
| 1  | 9 febbraio 2021             | ISBN 978-4-75-757098-6      |                             |
| 2  | 10 agosto 2021              | ISBN 978-4-75-757414-4      |                             |
| 3  | 25 marzo 2022               | ISBN 978-4-75-757838-8      |                             |
| 4  | 23 giugno 2022              | ISBN 978-4-75-757982-8      |                             |
| 5  | 25 marzo 2023               | ISBN 978-4-75-758484-6      |                             |

### Anime
Durante l'evento "GA Fes 2021", è stato annunciato che la serie avrebbe ricevuto un adattamento anime. La serie è animata dallo studio J.C.Staff e diretta da Yoshiki Kawasaki, con Shōgo Yasukawa che si occupa della composizione della serie, Keiko Tamaki che si occupa del character design e Michiru che si occupa della colonna sonora. È andato in onda dal 2 aprile al 18 giugno 2022 sulle reti Tokyo MX, BS11 e AT-X. La sigla di apertura è "Paper Bouquet" di Mili, mentre la sigla di chiusura è "Tomoshibi Serenade" del gruppo ChouCho.

#### Episodi
| Nº | Giapponese 「Kanji」 - Rōmaji                                 | In onda        | In onda |
| Nº | Giapponese 「Kanji」 - Rōmaji                                 | Giapponese     |         |
| 1  | 「処刑人」 - Shokeinin                                        | 2 aprile 2022  |         |
| 2  | 「迷い人」 - Mayoibit                                         | 9 aprile 2022  |         |
| 3  | 「禁忌の【赤】」 - Kinki no [Aka]                             | 16 aprile 2022 |         |
| 4  | 「古都ガルム」 - Koto Garumu                                  | 23 aprile 2022 |         |
| 5  | 「さよなら」 - Sayonara                                       | 30 aprile 2022 |         |
| 6  | 「【回帰:記憶・魂・精神】」 - [Kaiki: Kioku Tamashii Seishin] | 7 maggio 2022  |         |
| 7  | 「港町リベール」 - Minatomachi Ribēru                         | 14 maggio 2022 |         |
| 8  | 「魔薬」 - Mayaku                                             | 21 maggio 2022 |         |
| 9  | 「夜会にて」 - Yakai nite                                     | 28 maggio 2022 |         |
| 10 | 「迷い人の娘」 - Mayoibito no Musume                          | 4 giugno 2022  |         |
| 11 | 「万魔殿」 - Pandemoniumu                                     | 11 giugno 2022 |         |
| 12 | 「ふたりの旅路」 - Futari no Tabiji                           | 18 giugno 2022 |         |